# Bataille du lac Peïpous
Croisades baltes
La bataille du lac Peïpous (russe : Ледовое побоище, « Bataille sur la glace ») oppose, le 5 avril 1242, l'ordre Teutonique au 13e prince de Novgorod, Alexandre Nevski, qui, en s'alliant aux Mongols, obtint une victoire décisive.

## Contexte géopolitique

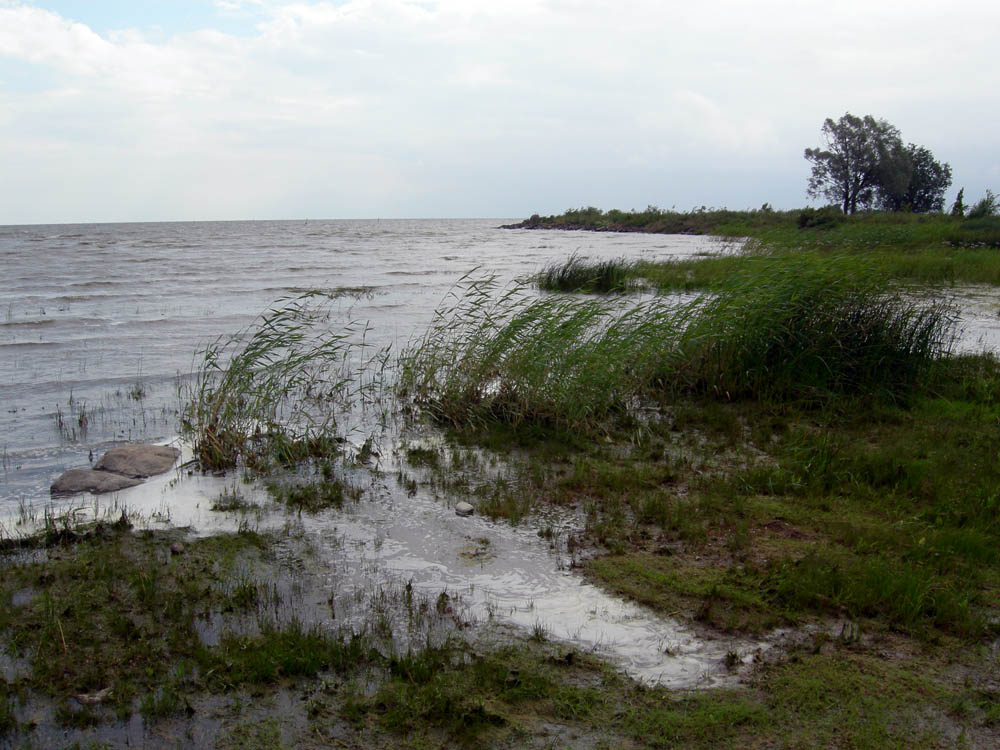
Le lac Peïpous.

Avec le soutien du pape et de l'empereur du Saint-Empire romain germanique, les chevaliers teutoniques tentent d'étendre leur domination, sous couvert de religion, vers l'est. Ils sont lancés dans leur croisade nordique avec l'appui des chevaliers Porte-Glaive qui ont intégré l'ordre pour ne pas disparaître et des Danois, et viennent de conquérir l'Estonie. Leur objectif est maintenant Novgorod et bien d'autres territoires russes, de religion orthodoxe, à l'époque vassaux indociles des Mongols de la Horde d'or.

## Le début des hostilités
Espérant exploiter la faiblesse de la Russie dans le sillage des invasions mongoles et suédoises, les chevaliers occupent Pskov, Izborsk et Koporié à l'automne 1240.
Quand ils approchent de Novgorod, les habitants rappellent le jeune prince local, âgé d'une vingtaine d'années Alexandre Nevski, que le vietché avait banni à Pereslavl quelques mois plus tôt. L'avance des teutoniques est stoppée. Pendant la campagne de 1241, Alexandre réussit à reprendre Pskov et Koporié.
Au printemps 1242, les chevaliers teutoniques reprennent leur offensive après avoir battu un détachement de reconnaissance novgorodien à 18 km au sud de la forteresse de Dorpat. La guerre se poursuit jusqu'à l'hiver 1242, malgré les conditions climatiques. Dans l'espoir de surprendre l'armée de Novgorod, le grand maître de l'ordre Hermann de Dorpat (en) prend le risque de faire traverser l'étendue gelée du lac Peïpous en direction de Pskov à sa force principale composée de chevaliers teutoniques.

## Situation tactique et forces en présence avant le combat (5 avril 1242)

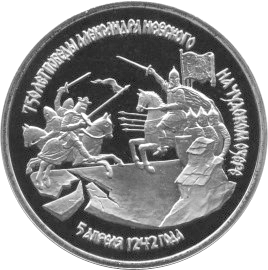
Pièce commémorative russe de 1992.

Les chevaliers germaniques sont à l'avant-garde, suivis par une milice de 1 000 fantassins estoniens. La décision se fera avec l'aide de la cavalerie lourde, la reine des batailles de l'époque.
En face, les forces russo-mongoles sont en position sur les berges et attendent l'ennemi. Ils disposent d'une très grande supériorité numérique, mais cela ne fait pas peur aux Teutoniques, habitués de ce genre de situation et comptant avant tout sur la supériorité de leur armement et de leur valeur militaire.
L'orgueil des moines-soldats allemands va pourtant causer leur perte. Les Russes ont prévu de maintenir l'ennemi sur le lac coûte que coûte, en tenant fermement les positions sur les berges. L'infanterie russe doit encaisser le premier choc des chevaliers teutoniques, sans reculer. Les archers mongols, alliés de circonstance des Russes, commandés par le frère d'Alexandre Nevski, sont placés à l'aile droite et soigneusement camouflés. La cavalerie se tient en arrière, en réserve.

## Le déroulement de la bataille
Les chevaliers du prince-évêque Hermann de Dorpat chargent l'adversaire mais échouent à obtenir une victoire immédiate. Ils sont pris en enfilade, sous les flèches meurtrières des Mongols, ce qui les gêne beaucoup.
Les miliciens estoniens prennent peur et abandonnent le camp teutonique, ce qui ne complique pas beaucoup plus la situation de l'assaillant. En effet, la cavalerie lourde des Teutoniques semble prendre l'avantage sur l'infanterie faiblement protégée des Russes et Alexandre Nevski doit lancer toute sa cavalerie à l'attaque, pour soutenir son infanterie sévèrement malmenée.
Contrairement à la théorie la plus connue, la glace du lac ne se serait en réalité jamais rompue. Donald Ostrowski, dans son article Alexander Nevskii’s "Battle on the Ice": The Creation of a Legend, attribue cet ajout au film Alexandre Nevski de 1938, par Sergueï Eisenstein,.
Seul le grand maître, quelques évêques et une poignée de chevaliers réussissent à retourner à Dorpat, après la bataille. Quatre-cents chevaliers, dont une vingtaine de l’ordre teutonique, ont péri dans la bataille.

## Les conséquences géopolitiques et historiques de la bataille
Cette bataille met définitivement fin à l'expansion croisée vers la Russie. En effet, pour la première fois depuis bien longtemps, les principautés russes sont de nouveau victorieuses et cela a pour conséquence de maintenir la chrétienté orthodoxe.
Les principautés russes apparaissent à ce moment comme des États à respecter par les chevaliers teutons, mais elles ont payé cette victoire au prix fort. Elles sont vassalisées par les Mongols et les Tatares qui déferlent alors sur toute l'Europe centrale et orientale la même année. La principauté de Kiev ainsi que les royaumes de Pologne et de Hongrie sont dévastés. Tous les Russes se retrouvent sous le joug des cavaliers de la steppe, qui ne sont chassés qu'après les batailles de Koulikovo en 1380, puis d'Ougra en 1480 ; en 1571 encore le khan de Crimée Devlet-Giray pouvait infliger une défaite et des ravages à Moscou.
Depuis cette époque, Alexandre Nevski garde une stature de héros national, bien qu'il ne puisse prétendre à la place d'honneur, Dimitri Ier Donskoï étant le « vrai » libérateur de tous les Russes. Néanmoins, ce personnage historique est encore récupéré, du temps de l'URSS stalinienne, alors que le péril hitlérien s'amplifie, et mis en scène dans un très grand film épique de Sergueï Eisenstein.
Quant aux chevaliers teutoniques, ils doivent reculer face aux Russes, mais leur puissance est à peine entamée. Ils tournent tous leurs efforts vers la Prusse orientale qui est totalement convertie au catholicisme et germanisée en quelques années. Marienbourg et son château deviennent alors le centre politique du nouvel État teutonique, en pleine expansion à l'époque de la bataille sur le lac gelé. Ce n'est qu'en 1410, après la bataille de Grunwald, que la puissance teutonique est définitivement brisée par les forces polono-lituaniennes, nouvelle grande puissance militaire de l'époque.

## Dans la fiction
- Cinéma : Alexandre Nevski, film de Sergueï Eisenstein,  présenté en 1938. La musique, non moins épique, a été composée par Sergueï Prokofiev[4].
- Bande dessinée : Hellfire Club, tome 6 de la série gothique Requiem, chevalier vampire de Pat Mills et Olivier Ledroit, publiée en 2005. On trouve mention de la bataille du lac gelé ; cet épisode, adapté au scénario, n'a pas de caractère historique.